# Габра
Габра (болг. Габра) — село в Болгарии. Находится в Софийской области, входит в общину Елин-Пелин. Расположено в горном районе между горами Средней Ихтиманской и Лозенской. Средняя высота над уровнем моря составляет 890 м. Население составляет 838 человек (2022). Рядом с селом находится угольное месторождение.

## Политическая ситуация
В местном кметстве Габра, в состав которого входит Габра, должность кмета (старосты) исполняет Любен Методиев Андреев (независимый) по результатам выборов.
Кмет (мэр) общины Елин-Пелин с 2011 г. — Андрей Станчев Пенчев (партия АТАКА) по результатам выборов.

## История

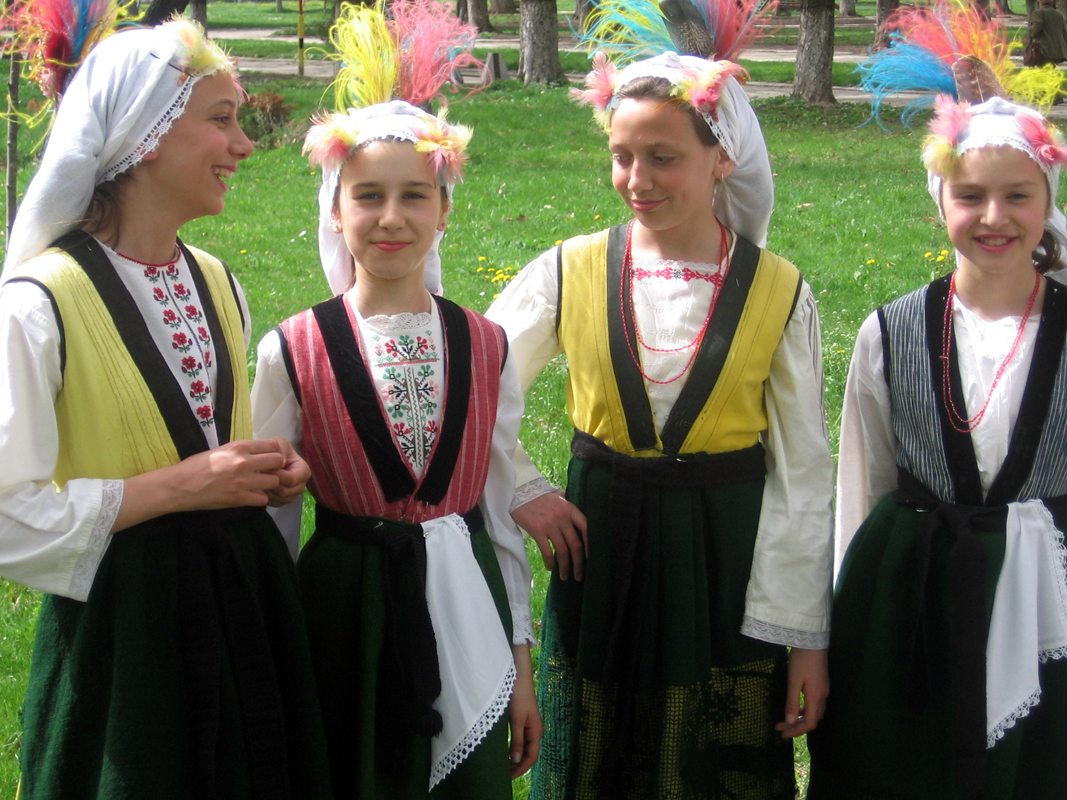
Габравские лазарки

Впервые село упоминается с 1576 года, в османских регистрах крупного рогатого скота. Документ об этом до сих пор хранится в Народной библиотеке имени «Святых Кирилла и Мефодия» в Софии. В нём перечислены имена сельских жителей того времени, передавшие свой скот туркам в качестве дани. Тогда село называлось Чукурово. 25 декабря 1877 года, Чукурово освобождено от турецкого рабства. По Берлинскому договору вблизи деревни проходила граница между тогдашним Княжеством Болгарии и Восточной Румелией. В 1934 году село Чукурово переименовано в «Габра», по имени реки протекающей в селе. Имя Габра происходит от грабовых лесов, откуда начинается река.
В селе есть начальная школа, читалиште, церковь, построенная в начале XX века. В 2 км от села, находится монастырь «Святого Димитрия», построенный в 1866 году.